# Les Baies
La Baia o les Baies és una pedania ubicada al sud-est del terme municipal d'Elx  que pertany a la comarca del Baix Vinalopó, al País Valencià. Les Baies són dues partides rurals: la Baia Alta i la Baia Baixa, les quals comparteixen nucli urbà, tradicions i serveis. Per tot això els seus veïns la identifiquen com una de sola, anomenada la Baia.

## Etimologia
El nom de les Baies es relaciona amb la Serra del Tabaià, al nord de la ciutat d'Elx, la qual segueix cap al sud. Hom suposa que degué haver-hi una part més elevada de la serra al terme d'aquesta pedania que feia de separació ("tàpia") entre la zona de l'interior d'Elx i la costa marítima.

## Geografia
La Baia és situada a 8,5 km del nucli urbà d'Elx i a 9 km de la veïna localitat de Santa Pola. El nucli d'aquesta partida rural és  al bell mig de la Baia Alta i  la Baia Baixa.
També existeix un altre nucli de població més petit, situat a l'extrem sud de la Baia Baixa, anomenat els Pins. Cal no oblidar que la pedania es divideix en polígons perquè siga més fàcil la ubicació dels habitatges particulars, molt dispersos per la resta del territori.
| Nord-oest: Atzavares Baix | Nord: Perleta   | Nord-est: Atzavares Alt |
| Oest: Asprella            | Rosa dels vents | Est: La Vallverda       |
|                           | Sud: Santa Pola |                         |

## Demografia
En l'actualitat la població de La Baia és de 2.728 persones (segons l'últim cens de 2012), dels quals 1.407 són homes i 1.321 dones. La qual cosa fa que siga la quarta pedania més poblada d'Elx, tot superant a La Foia (2.661), i per darrere d'Altabix (2.780), La Torre del Pla (7.173), i L'Altet (5.300). Fins a principis de 2000, la població d'aquesta partida rural sempre havia crescut de forma gradual. Però a causa del boom de la construcció en els últims anys ha experimentat un gran augment de població provinent en gran manera del nucli urbà d'Elx. Tant és així, que la ciutat de les palmeres torna a tenir repartida la seua població entre la ciutat i les pedanies com als anys setanta del segle vint.

## Història
La partida rural de La Baia és una de les més famoses de tot el Camp d'Elx, ja que al llarg de la seua corta però intensa història, van ocórrer tres fets que feren que es coneguera aquesta pedania com “Un poble de fer justícia popular“.
Succés de 1938
Corría l'any 1938, quan hi havia acampat per la zona un xicotet grup de gitanos als quals acusaren de nombrosos robatoris. Una nit entraren dos d'ells en una casa de camp per robar i després de lligar de mans el propietari, violaren la seua muller. Quando els vilatans s'assabentaren, van organitzar una batuda amb escopetes que aplegà fins als Saladars, el paratge on acampaven els gitanos. Allà mateix van matar a dos d'ells, en presència de la Guàrdia Civil. Comenten que després d'allò els gitanos desapareixeren del lloc i es van cuidar molt de no tornar en desenes d'anys. Aquest succés tingué una repercussió estatal i es va publicar en diaris de Madrid. La dona que fou violada passà a ser coneguda per la gent del poble com "La Gitana".
Succés de 1981
La història es va tornar a repetir de forma semblant a la de 1938. La gent del poble farta de ser atemorida i de sofrir robatoris a les seues collites d'encarnelles van decidir intentar agafar aquells que causaven tanta molèstia. Els veïns en aquesta ocasió atraparen a dos homes, acusats pels vilatans com els responsables dels fets que els ocorrien, que foren separats pels veïns per sostraure'ls qui havia estat el causant dels robatoris. Un d'ells fou portat al centre de la plaça per ser penjat del pi i l'altre fou apartat i linxat perquè expliqués els fets. Cap d'ells va morir i els Baiers resolgueren els robatoris que tenien pendents.
Succés de 1984
Cas similar al que va ocórrer pocs anys enrere tornava a produir-se de nou. Era 20 febrer de 1984, quan un grup d'uns 200 veïns es van ajuntar a la plaça de la Primavera on és el famós "Pi de La Baia", per escarmentar a un jove (Fernando A.P. de 15 anys) al qual se li acusava del presumpte robatori d'un cotxe. Els veïns farts de sofrir robatoris i destrosses en els últims anys, van linxar al jove i van lligar una corda en forma de soga al tronc del pi. Després van penjar al xic i li van donar unes quantes estirades, que li van produir macadures al coll. Aquests fets van acabar quan la Guàrdia Civil va arribar al poble i es va portar al jove.
Des d'aquests fets, es va fer molt popular a tota la comarca la dita "a Les Baies et veges!", que se'n diu a una persona quan no se li desitja cap bé.

## Economia
L'economia tradicional de La Baia és l'agricultura, ja que les seues terres sempre han estat molt fèrtils. Això és degut al fet que en el passat formaren part de “L'abufereta d'Elx”, fins que al segle xviii fou dessecada quasi íntegrament, quedant només com a parts humides Les Salines de Santa Pola i El Fondo d'Elx.
El tipus de cultiu que es conrea en aquestes terres és tant de secà (ametllers i civada), com de regadiu (encarnelles, melons i síndries, tarongers, etc.). Aquest últim, van començar el seu desenvolupament gràcies al fet que en 1915 la societat “Riegos del Progreso” portà fins al camp d'Elx aigües dolces. Conegudes popularment com a aigües del Progreso, van ser 480 litres per segon procedents de les assarbs del Mayayo, Culebrina, Enmedio, Acierto i Pineda. La gent de Les Baies manifestaren la seua alegria a través de les versades del "tio Fregior" que deien:

"Bones són les aigües del Progreso,
però buides les carteres.
La del cel val algo més,
fa més altes les gavelles
i no mos costa diners."
Però sens dubte el cultiu més important i nombros és la “Mangrana Mollar del Camp d'Elx”, que en els últims anys des del consistori il·licità s'han iniciat els tràmits per a la denominació d'origen.
Arran de la importància de l'agricultura en aquesta pedania i de la necessitat de defendre les seues produccions de forma que pogueran obtenir un benefici digne, es va formar en 1979, per un grup de 28 agricultors, la cooperativa Cambayas  Arxivat 2013-05-08 a Wayback Machine.. Gràcies al bon funcionament d'aquesta, el 1982 crearen un nou magatzem més gran que és la ubicació que tenen hui dia.

## Política
En l'actualitat La Baia té un sol alcalde pedani que és nomenat per l'alcalde d'Elx, i que ha de ser veí de la partida rural i pertanyent al partit polític que governa el municipi. Quan es van nomenar els primers alcaldes pedanis, Les Baies tenia dos, un per La Baia Alta i un altre per La Baia Baixa.
Però deu anys ençà sols hi ha un per totes dues partides rurals. Durant aquesta legislatura el representant de La Baia és Francisco Peréz Soler més conegut com a “Paco El Panaer”, qui pertany al PP, i que relevà en el càrrec a Margarida Canals Boix, que era representant del PSPV-PSOE.
Primers alcaldes pedanis:
Jaume Agulló i Sempere: fou nomenat alcalde pedani de La Baia Baixa el dia 14 d'agost de 1867.
Josep Anton i Jaén: fou nomenat alcalde pedani de La Baia Alta el día 14 d'agost de 1867.

## Patrimoni artístic
La Torre d'Asprella o més coneguda pels habitants de La Baia com “Casa gran d'Asprella”, es tracta d'una torre de planta quadrada rematada per una corona de merlets piramidals. A un dels costats presenta adossada una torre cilíndrica, estreta i amb una coberta cònica, que no correspon a la construcció original.
La torre està adossada a un habitatge de grans dimensions que l'envolta per complet. Ha sigut rehabilitada i es troba en bon estat de conservació, però molt deformada per les modificacions. En l'actualitat és una propietat privada anònima, però en el seu dia fou propietat privada de Luis Manuel Roca de Togores i Roca de Togores Carrasco i Albuquerque I Marqués d'Asprella.
L'Ermita de Sant Andreu antiga fou descrita per Montesinos «En la Partida titulado de la Baya, a legua y media de distancia de la Villa de Elche, en terreno llano y muy dilatado, se halla la bien hermosa Hermita del Glorioso Sn. Andrés Apóstol, es rural, sin dotación alguna; fundada por sus vecinos labradores en el año 1728, con licencia del Ilmo. Sr. Dn. Fray Salvador Josef Rodríguez de Casteliblanco, Obispo de Orihuela».
L'antiga ermita fou derrocada en la dècada de 1980. En el seu lloc els veïns de La Baia van construir un nou temple més gran i amb el mateix nom segons el projecte de l'arquitecte Antoni Serrano Bru. Des de la seua construcció tan sols s'ha afegit un element, el rellotge del campanar.

## Serveis socials
Igual que la seua població, els diferents serveis han anat creixent. En l'actualitat el poble compta amb dos bancs, diverses cafeteries, perruqueries, supermercats, una papereria, forn de pa, etc. Quant a serveis públics es refereix, La Baia posseeix:
Un col·legi d'ensenyament bilingüe (valencià/castellà) que té més de trenta anys, recentment ampliat, en el qual s'imparteixen classes d'educació infantil i primària.
Un poliesportiu que està en primera fase de construcció.
Un servei de biblioteca itinerant (anomenat Bibliobus).
Un centre social (inaugurat en 2007), que alberga al seu interior el centre de salut, oficina del consumidor (OMAC), sala d'actes, despatxos per associacions i sales on es realitzen multitud de cursos.
Un servei de bus interurbà que conecta amb freqüència la pedania amb Elx.

## Festes
La Baia és una de les pedanies més actives del camp d'Elx. Les seues festes patronals són en honor de Sant Andreu apòstol i estan dividides en dues parts. Com que la festivitat del seu patró se celebra a finals de novembre, els actes que requereixen bon oratge s'avancen a l'estiu. És per això que les festes patronals són conegudes al poble com “Les Festes d'estiu” i “Les festes d'hivern”.
Festes d'estiu
Celebrades a finals d'agost i principis de setembre, s'organitzen actes com:
“El sopar de cabasset" és un sopar que es fa al pati del col·legi, on la comissió de festes posa les taules i cadires (prèviament reservades per la gent que vol assistir) i la gent que hi participa porta el sopar de casa. A més, aquesta nit es dona el “tret d'eixida” a les festes amb la presentació dels càrrecs festers de La Baia i el pregó de festes. Un cop acabats aquests actes un grup de música amenitza la nit fins ben entrada la matinada.
“La Xaranga” és una desfilada humorística que es realitza per tot el poble (molt característica de tota la comarca), on les gents de Les Baies es disfressen amb la finalitat de realitzar una crítica a qualsevol cosa que hi haja ocurregut a la partida al llarg de l'any.
Imposició de bandes i faixins als nous càrrecs festers i a les noves reines i dames de Les Baies i Asprella. Acte al qual acudeixen les reines i dames d'Elx i les comissions de la U.FE.C.E (Unió de Festers del Camp d'Elx).
A més, durant dos caps de setmana l'Associació Juvenil “Baia Jovens” instal·la una barraca amb música per a la joventut.
La cloenda de les festes d'estiu la marca la ''cursa festes de la baia''
Festes d'hivern
Són les més importants de la partida i se celebren a finals de novembre i principis de desembre. Entre els actes que es realitzen cal destacar:
La marxa en bicicletes per tota la partida rural que finalitza amb un gran esmorzar en el poliesportiu.
“La Nit del Xocolate” nit on la comissió de festes reparteix vers la una de la matinada xocolate calent i suïssos entre els presents al recinte fester.
L'últim dia de les festes se celebra al matí l'ofrena de flors i es llança una xicoteta "mascletà". I a la vesprada/nit es realitza la processó del patró i en acabar es llança un castell de focs artificials per posar punt final a les festes de La Baia.
Altres festes
Al llarg de tot l'any també se celebren i es realitzen un altre tipus d'activitats promogudes per la comissió de festes, l'associació juvenil ''Baiajovens'', o l'associació de veïns, destacant:
La cavalcada de Reïs en la nit del 5 al 6 de gener, on els reïs d'Orient fan entrega de regals.
Rua de Carnaval organitzada pel col·legi de La Baia.
L'estiu al carrer celebrat per l'associació juvenil, amb la realització de diverses activitats per posar fi a la temporada de l'associació.
Processó de Sant Pere apòstol a finals de juliol pels carrers de Les Baies, culminen les festes patronals de la veïna pedania d'Asprella, organitzades pels “Festers d'Asprella”.
La Guerra de les Carretilles se celebra el 13 d'agost amb les festes municipals d'Elx. Les Baies junt el centre d'Elx són els dos únics llocs legalment acotats per al llançament d'aquests artefactes pirotècnics tan típics de la nit de l'albà.

## Llengua
La llengua predominant de les Baies  és el valencià perquè  és la llengua materna de la major part de la població i quasi tothom l’entén i la sap parlar. No obstant això, a causa del boom demogràfic experimentat per la pedania durant les darreres dècades, la immigració atroç i els fluxos de moviment de persones que es traslladaren  de la ciutat al camp d'Elx, el nombre de castellanoparlants ha experimentat un lleu creixement. Com a conseqüència el col·legi de la pedania que sempre havia estat d'ensenyament en valencià, té en l'actualitat ensenyament bilingüe, amb una línia en valencià i una altra en castellà fins a sisé de primària.
D'altra banda, la varietat dialectal valenciana que s'hi parla és el subdialecte alacantí. Destaquen, com a elements lingüístics característics, la pèrdua de la de intervocàlica final (cansada = /cansà/); l'assimilació vocàlica (terra = /tɛrrɛ/); l'ús de la es sonora en la terminació -ció (combinació = /combinazió/) i en les s finals de paraula seguides de vocal; lèxic autòcton (mamola, arritranco, encarnat, encarnella); etc. Hi trobem bona cosa de castellanismes com ara: assul (per blau), mueble (per moble), llimpiar (per netejar), gafes (per ulleres), ha hi (per hi ha), etc.

## Gastronomia
La gastronomia de Les Baies és la mateixa que en tota la comarca de Baix Vinalopó.
Gràcies als magnífics productes que es conreen al camp d'aquesta partida rural i a la proximitat amb el municipi pesquer de Santa Pola n'hi ha una gran varietat de plats. Entre els plats més coneguts i elaborats es troben l'arròs amb costra, l'arròs de conill i cargols, arròs a banda (arròs amb marisc i brou de peix), el putxero “en terongetes” (pilotes de carn) típic del dia de Nadal i cap d'any, Mújol amb allioli, “Pipes i Carasses” (capellà i nyora), “Frità” (tomata fregida amb carn magra), o “Caldero” (brou de diferents peixos de la badia de Santa Pola).
Com a postres podem trobar Pa de Calatrava, torta d'Elx (merenga i ametlles), “Coca Boba”, “rotllets d'anís” o fogasetes (conegudes també com a tonyes) típiques de pasqua.

## Esport

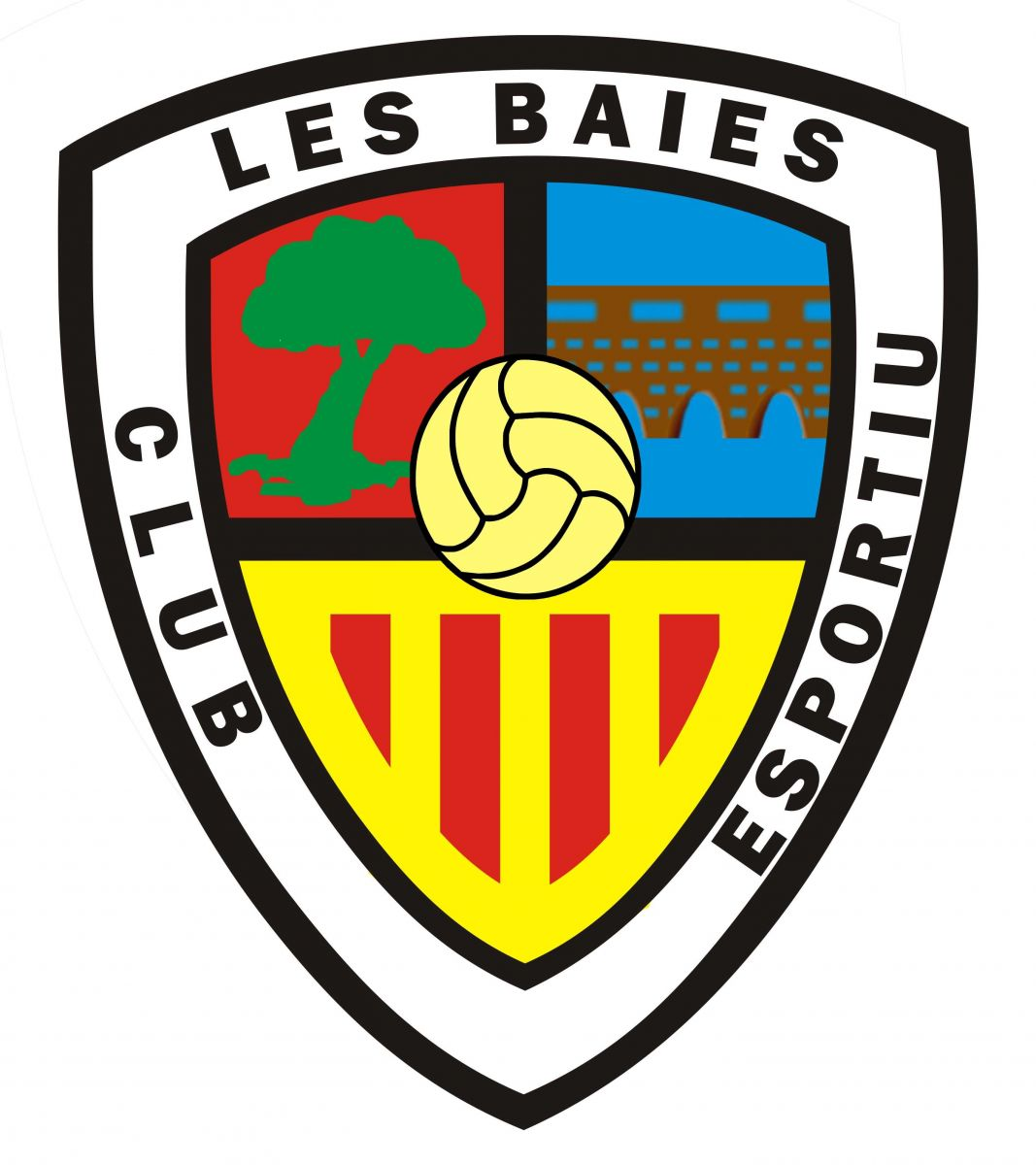
CE Les Baies

El C.E. Les Baies es va crear en 1994 i durant molts anys xiquets i adults van tenir l'oportunitat d'iniciar-se al futbol, arribant alguns a jugar a nivell professional 
Després d'uns anys de descans, el 26 de novembre de 2009 alguns pares, mares i veïns van reprendre les regnes del club per encetar una nova etapa.
El seu objectiu principal és divulgar, fomentar, i educar els valors que ofereix l'esport. En aquesta nova etapa s'ha aconseguit consolidar 4 equips (Aleví, Benjamí, Prebenjamí, Futbol base "escola") que gràcies als seus entrenadors voluntaris, pares, mares i amics, aconsegueixen fer créixer aquest club i il·lusionar dia a dia.

## Associacions
Comissió de festes de Les Baies: encarregats de celebrar les festes patronals de la partida rural i de triar als càrrecs festers perquè representen a La Baia per tot el terme municipal.
Associació Juvenil Baia Jóvens: encarregats de promoure i celebrar activitats o intercanvis dedicats als més joves del poble.
Associació de Veïns: encarregats de promoure i realitzar activitats, de demanar nous serveis o infraestructures i de prestar ajuda a tota la gent de Les Baies.
A.M.P.A: mares i pares que s'encarreguen de protegir els drets dels xiquets del col·legi de La Baia.
Costaleres de Sant Andreu i Sant Pere: són les encarregades de traure en processó als patrons de La Baia i Asprella, ja que fins que aquest grup de dones no es va encarregar d'aquesta tasca, era un grup d'homes que minuts abans de començar la processó, s'oferien voluntaris per treure al sant.

## Veïns il·lustres
- Josep Canals i Giménez "El Mestre Canaletes": veí de la pedania de Perleta que va impartir classes per tota la zona sud del camp d'Elx.
- Salvador Giménez Baeza “El tio Ximenez”: home que va conèixer la Primera i Segona Guerra Mundial, la Guerra Civil, que va passar la seua vida fora d'Espanya per buscar feina i que fins ara ha estat el veí que més anys ha arribat a viure, un total de 106 anys.
- Vicent Alarcón i Macià "el tio Fregior":[23] que també era un inspirat poeta festiu en valencià. Va escriure un sainet titulat "El tenori d'Alzabares ". També col·laborava assíduament, tant en prosa com en vers en els diaris de l'època. Va morir l'any 1922.
- Paco Pérez i Cecília Amorós “El Panaer i la Panaera”:[24] són els propietaris del Forn de pa Paco, un dels més populars forns de la comarca i que fou fundat en 1982 sent el primer forn de Les Baies. En l'actualitat té cinc despatxos en propietat i proveeix a més de trenta establiments. A més Paco és l'actual alcalde pedani de La Baia.
- Sílvia Soler i Espinosa:[25] és una tenista professional nascuda el 19 de novembre de 1987 en Les Baies. Ha guanyat 3 títols del circuit ITF, és la 81 del ranking mundial i ha participat en els Grand Slams (Roland Garros i US Open), i en els Jocs Olímpics de Londres 2012.
- Verònica Rosillo Pérez:[26] Miss Alacant 2009, representà la província a nivel estatal. Posteriorment participà en el certamen de Miss Espanya 2009 que se celebrà a La Rivera Maya (Mèxic).
- La Família Alemany: propietaris de “El Casino”. El primer restaurant de La Baia i un dels més coneguts de la zona gràcies al seu famós arròs amb costra. Aquesta família té un carrer amb el seu cognom en el poble.
- Vanessa Amorós i Quiles:[27] És una jugadora professional d'handbol. Jugadora del Mecalia Atlético Guardés (Galícia), en la posició d'exterior destra. Al seu palmarès n'hi ha una lliga ABF, una Supercopa, una medalla de bronze al mundial de Brasil (2011) i una altra medalla de bronze als jocs olímpics de Londres (2012) ambdues amb la selecció espanyola. En 2001 va ser triada millor esportista d'Elx i li ha guardonat amb el Dàtil d'or 2013[28]